# Copper Creek (Charley River)
Der Copper Creek (copper englisch für „Kupfer“, creek für „kleinerer Fluss“) ist ein 53 Kilometer langer rechter Nebenfluss des Charley River im Osten des US-Bundesstaats Alaska nahe der Grenze zum kanadischen Yukon-Territorium.

## Verlauf
Der Copper Creek entspringt im Yukon-Tanana-Hochland auf einer Höhe von etwa 1460 m. Er fließt anfangs knapp 20 km in westsüdwestlicher Richtung. Anschließend wendet sich der Fluss nach Nordwesten. Nach 15 Kilometern biegt der Copper Creek in Richtung Westnordwest ab und mündet schließlich nach 19 Kilometern auf einer Höhe von 590 m in den nach Norden fließenden Mittellauf des Charley River.

## Schutzcharakter
Das 665 km² große Einzugsgebiet des Copper Creek liegt im Schutzgebiet Yukon-Charley Rivers National Preserve. Der Copper Creek wird gemeinsam mit dem Charley River und weiteren Zuflüssen des Charley River als National Wild and Scenic Rivers geführt. Archäologische Funde am Copper Creek belegen, dass schon sehr früh Menschen in dem Gebiet präsent waren.